# Nebraskas flag
Nebraskas flag er blåt med Nebraskas delstatssegl i gult placeret i midten. Flaget blev indført 2. april 1925.
Nebraskas segl blev antaget i 1867 samme år som Nebraska blev USA's 37. delstat. Det viser et jernbanetog kørende forbi bjergene i baggrunden. Et dampskib som sejler gennem floden Missouris vand. En enkelt hytte og bundter med høstet hvede symboliserer vigtigheden af nybyggere og landbruget. I forgrunden en smed arbejdende ved sin ambolt. På toppen af seglet er et bånd med teksten "Equality Before the Law" og i den ydre ring står teksten "Great Seal of the State of Nebraska, March 1st, 1867".